# كينتا شينوهارا
كينتا شينوهارا (باليابانية: 篠原健太؛ بالكانا: しのはら けんた) هو مانغاكا ياباني، ولد في 9 فبراير 1974 في تشيبا في اليابان.

## روابط خارجية
- كينتا شينوهارا على موقع IMDb (الإنجليزية)
- كينتا شينوهارا على موقع قاعدة بيانات الفيلم (الإنجليزية)
- كينتا شينوهارا على موقع ANN person (الإنجليزية)